# Semnul (roman)
Semnul este primul roman din seria Casa Nopții al autoarei P. C. Cast și al fiicei sale, Kristin Cast. Cartea a fost tradusă și publicată de editura Litera.
Vampirii trǎiesc printre oameni, care știu de existența acestora. Vampirii ies în evidențǎ prin tatuaje albastre pe frunte: o semilunǎ înconjuratǎ de tatuaje care indicǎ talente și afinități care apar la maturitate. Vânătorii, vampiri adulți Însemnați cu Labirintul lui Nyx, umblă printre oameni căutându-i pe acei atinși de zeiță, pentru a le începe transformarea în vampiri adulți și a-i trimite la Casa Nopții. Cei care nu reușesc, mor.
Zoey, este o anomalie printre acești inițiați. O elevă de 16 ani când a fost găsită de Vânător s-a trezit în Casa Nopții cu semnul de semilună complet albastru. Aceasta încearcă să afle rolul pe care i l-a dat zeița în lupta dintre bine și rău în timp ce jonglează cu problemele vârstei.

## Rezumat
| Atenție : urmează detalii despre narațiune și/sau deznodământ. |

Într-o zi obișnuită de școală adolescenta de 16 ani, Zoey Montgommery, este Însemnată pentru a deveni vampir. Foștii ei prieteni se ascund de ea și familia ei o judecă. Aceasta se simte tot mai rău din cauza procesului biologic de transformare și scapă de acasă pentru a ajunge la Casa Nopții, dar leșinǎ pe drum. Zeița vampirilor, Nyx, i se arată într-o viziune și-i spune cǎ a fost aleasǎ pentru un destin mǎreț. Aceasta se trezește în Casa Nopții, unde a fost adusǎ de bunica ei. Acolo se întalnește cu Marea Preoteasǎ, Neferet, dar are o presimțire și nu-i spune de viziune. Cu toate astea Neferet  observă că semnul lui Zoey de semilună, care la alți inițiați este gol, este plin, ca la un vampir matur; tot ce-i lipsește este tatuajul din jurul semnului. Ca nouǎ inițiatǎ, Zoey are dreptul de a-și alege un nou nume, și alege Redbird, numele bunicii și mamei ei, în loc de Montgommery, numele tatǎlui ei adoptiv.
Neferet o conduce în camera ei unde o cunoaște pe Stevie Rae, colega ei de camerǎ. Ulterior, Stevie Rae o introduce celorlalți prieteni ai ei: Damien, un băiat inteligent și cu un vocabular bogat, și Gemenele, Shaunee, o fată de origine jamaicană, Erin, o fată din Oklahoma. La sǎrbǎtoarea din acea noapte Zoey dezvoltǎ cǎ pe lângǎ Semn, zeița i-a dat o afinitate pentru toate cele cinci elemente: Spirit, Aer, Apǎ, Foc, Pǎmânt, lucru nemaiauzit. Ulterior, când cei cinci prieteni se reunesc pentru a face o vrajǎ de ghidare și purificare, fiecare dintre ceilalți patru descoperǎ o nouǎ afinitate în raport cu poziția sa în cercul elementelor: Damien - Aer, Shaunee - Foc, Stevie Rae - Pǎmânt, Erin - Apǎ.

Prima ediție în limba română

Însă în timp ce-și face prieteni, Zoey își face și un dușman,pe Afrodita, ucenica Marii Preotese, o fatǎ mai mare, frumoasă și populară în școală care le face viața amară lui Zoey și prietenilor ei din gelozie pentru semnul acesteia. Într-o încercare de a o umili, Afrodita o invitǎ la o întâlnire a Fiicelor Întunecate, o grupare elitistǎ condusǎ de ea însǎși, ca pregătire pentru rolul pe care urma să-l ia. Acolo o păcălește pe Zoey să bea sânge, care, nenecesar la acest punct, ar fi fǎcut un inițiat normal să se simtă rău. Zoey dimpotrivǎ simte o nevoie pentru sânge și se oprește cu greu. Afrodita o tachineazǎ cu aceastǎ nevoie și Zoey pǎrǎsește adunarea speriată de acest efect.
Afarǎ se întâlnește cu Erik Night, și, ulterior cu Heath, fostul ei iubit, care se strecurase în Casa Nopții împreună cu cea mai bună prietenă a ei ca să o „salveze” pe Zoey, fără să știe că biologia ei cere prezența constantă unui vampir adult până la maturizare. Fără să se poată stăpâni, Zoey îl mușcă și creează o Legătură - alt lucru atipic unui inițiat normal - după care îl alungă. În acea noapte este aleasă de o pisică, pe care o numește Nala. Aflând a doua zi de aceste incidente, Neferet o pune pe Zoey în clase avansate de biologie și sociologie ca să țină pasul cu transformarea.
Fiicele Întunecate plănuiesc să se strecoare pentru a face un ritual de purificare la muzeul Philbrook. Zoey este invitată și prietenii ei, o urmăresc pe ascuns, îngrijorați de siguranța ei. Afrodita greșește ritualul și spiritele chemate se dezlănțuie când prietenele ei, speriate, rup cercul. Zoey și prietenii ei fac unul nou și-ntr-un final reușesc să trimită spiritele înapoi. Când Zoey închide cercul, prietenii ei observă că pe lângă tatuajul ei în formă de lună, Zoey are acum o nouă serie de tatuaje care se întind de pe frunte în josul feței. Neferet apare și anunță că Zoey va prelua conducerea Fiicelor Întunecate și ucenicia de la Afrodita de vreme ce zeița și-a exprimat alegerea în mod clar.

## Personaje
| - Zoey Redbird - Nyx - Erik Night - Stevie Rae - Neferet - Heath Luck | - Afrodita - Sylvia Redbird - Erin Bates - Shaunee Cole - Damien |

## Recepție
Cartea a primit aprecieri ambivalente spre pozitive, atingând un scor de 3.84/5 pe Goodreads, pe baza a 64,871 de voturi.
Cartea a primit premiul RT Reviewers' Choice Young Adult Novel Award.